# 高梁郵便局
高梁郵便局（たかはしゆうびんきょく）は、岡山県高梁市にある郵便局。民営化前の分類では集配普通郵便局であった。

## 概要
住所：〒716-8799 岡山県高梁市旭町1389番地1

### 出張所（局外ATM）
民営化前は以下の場所に出張所としてATMを設置していた。現在も同じ場所にATMがあるが、管理はゆうちょ銀行広島支店となっている。
- 高梁ポルカ内出張所
- ゆめタウン高梁内出張所

## 沿革
- 1872年（明治5年）旧1月 - 高梁郵便取扱所として開設[1]。
- 1875年（明治8年）1月1日 - 高梁郵便局（五等）となる。
- 1878年（明治11年） - 為替取扱を開始。
- 1879年（明治12年）2月 - 貯金取扱を開始。
- 1892年（明治25年）3月1日 - 高梁郵便電信局となる。
- 1903年（明治36年）4月1日 - 通信官署官制の施行に伴い高梁郵便局となる。
- 1950年（昭和25年）10月1日 - 特定郵便局から普通郵便局に局種別改定[2]。
- 1950年（昭和25年）11月16日 - 電気通信業務を、新設の高梁電報電話局に移管[3]。
- 1956年（昭和31年）10月1日 - 電話通話および和文電報受付事務の取扱を開始。
- 1961年（昭和36年）11月6日 - 高梁市鍛冶町から、同市松山に局舎を新築、移転。
- 1961年（昭和36年）11月20日 - 玉川郵便局[4]から集配業務を移管。
- 1998年（平成10年）9月1日 - 外国通貨の両替および旅行小切手の売買に関する業務取扱を開始。
- 2006年（平成18年）9月11日 - 成羽郵便局（〒716-0199→〒716-0111）、巨瀬郵便局（〒716-1399→〒716-1311）、川面郵便局（〒719-2199→〒719-2121）から集配業務を移管[5]。
- 2007年（平成19年）10月1日 - 民営化に伴い、併設された郵便事業高梁支店に一部業務を移管。
- 2012年（平成24年）10月1日 - 日本郵便株式会社発足に伴い、郵便事業高梁支店を高梁郵便局に統合。

## 取扱内容
- 郵便、印紙、ゆうパック、内容証明
- 貯金、為替、振替、振込、国際送金、国債、投資信託
- 生命保険、バイク自賠責保険、自動車保険
- ゆうちょ銀行ATM
- 高梁市内の一部地域（旧高梁市の一部、有漢町の全域、成羽町の一部：〒716-00xx、716-85xx、716-86xx、716-87xx、716-01xx、716-13xx、719-21xx）の集配業務
- ゆうゆう窓口

## 周辺
- 高梁中央病院
- 晴れの国岡山農業協同組合びほく統括本部
- 高梁総合文化会館
- 岡山県立高梁城南高等学校
- 岡山県道196号高梁停車場線
- 国道180号（国道313号重複）

## アクセス
- JR伯備線 備中高梁駅から徒歩約4分
- 備北バス 高梁バスセンター停留所下車
- 岡山自動車道 賀陽ICから南西へ約11.5km
- 駐車場あり：13台